# Clube Desportivo de Tondela
O Clube Desportivo de Tondela é um clube multidesportivo oriundo da cidade de Tondela, sede de concelho, do distrito de Viseu, província da Beira Alta, região do Centro (Região das Beiras) e sub-região Viseu Dão-Lafões. A data de 6 de junho de 1933 marca o inicio da história do Clube Desportivo de Tondela que tem no futebol a sua modalidade predominante. 
Clube eclético, mantém ativas nos seus quadros as seguintes modalidades desportivas: Futebol, Ténis, Hipismo, Basquetebol e Atletismo. Desde a sua fundação, o clube beirão, dinamizou ainda outras modalidades como o Ciclismo, Ténis de Mesa, Rugby, Ginástica, Dança (aeróbica), Natação, Futsal ou e-Sports.
O Estádio João Cardoso é o palco de jogos na condição de visitado da equipa profissional de futebol do Clube Desportivo de Tondela. Apelidado por muitos adeptos tondelenses por 'Inferno das Beiras', o seu estádio que tem capacidade para 5 000 espectadores insere-se num Complexo Desportivo, localizado na rua Eurico José Gouveia.
As cores do CDT são o verde e amarelo idênticas às do Município de Tondela. O Clube Desportivo de Tondela é regularmente conhecido como o Maior das Beiras por ser o clube da sua região com mais palmarés e expressão no futebol de Portugal. Beirões, Tondelenses ou Auriverdes são outras alcunhas normalmente associadas ao clube, atletas e adeptos.
Os pontos mais altos da sua história no futebol português foram os títulos de Campeão Nacional da II Liga em 2014/15 e 2024/2025 com a consequentemente promoção à Primeira Liga, as sete participações consecutivas 'entre os grandes' na Primeira Liga de 2015 a 2022, as presenças inéditas na Final da Taça de Portugal 2021/22 no Estádio do Jamor e Supertaça Cândido de Oliveira 2022/23 ambas as finais perdidas para o Futebol Clube do Porto.
Os 'auriverdes' têm a força dos seus adeptos maioritariamente concentrada na sua região e contam atualmente com cerca de 3 000 sócios. A claque oficial do clube é a 'Febre Amarela'.

## História

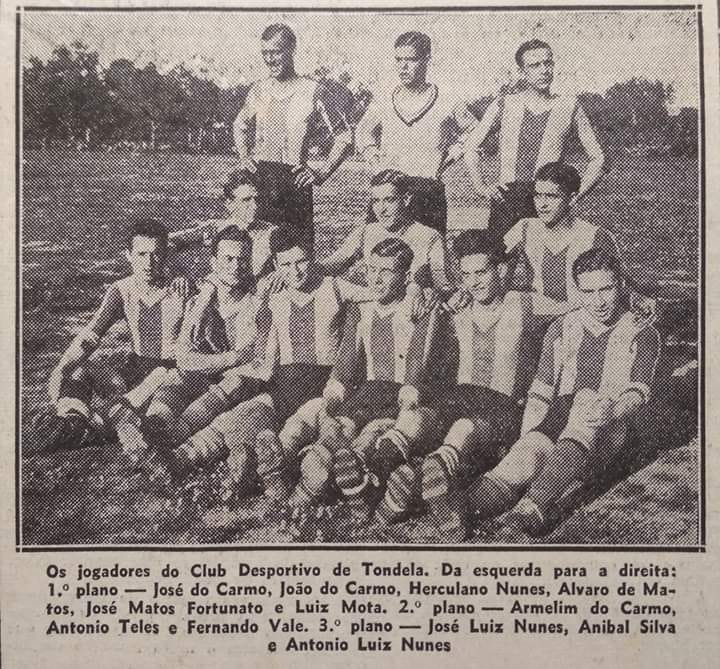
Primeira equipa da história do Clube Desportivo de Tondela (1933/34).

### A fundação
O clube foi fundado a uma Terça-Feira, 6 de Junho de 1933.
O sonho cumpre-se numa longa história. O Clube Desportivo de Tondela (C.D.T.) a caminho de quase um século de de vida, confirma um legado e currículo de importância extrema na região da Beira Alta e no panorama nacional.

### Fusão de dois emblemas
Tudo começou através da extinção de dois clubes da então vila de Tondela: o Tondela Foot-Ball Club (fundado a 1 de janeiro de 1925) e o Operário Atlético Clube (fundado em finais de 1931). Apesar de nunca se terem defrontado dentro das quatro linhas, existia nessa época um clima de rivalidade entre os dois clubes, mas após algumas conversações as duas direções entenderam promover a fusão dos emblemas para dar origem a um clube mais grandioso, o 'Clube Desportivo de Tondela', que adoptaria as cores verde e amarela do Município. O primeiro Presidente da Direção do Clube Desportivo de Tondela foi José Tavares Santos e Silva.

### Em 1933: inauguração do 'Campo do Pereiro' e estreia do equipamento auriverde
O primeiro jogo disputado por uma equipa do CDT foi um amigável a 17 de Setembro de 1933 com o União Futebol Coimbra Clube que serviu como jogo de apresentação da equipa tondelense e inauguração do Campo do Pereiro (atual Estádio João Cardoso). O resultado final foi um empate (0-0). O Desportivo de Tondela alinhou com: Aníbal Maria da Silva; José Luís Nunes Júnior; António Luís Nunes; Américo de Oliveira; António da Costa Teles; Herculano Fernandes; José do Carmo Gonçalves; José Alves Cardoso; José Jorge Diniz dos Santos; João do Carmo Figueiredo e Luís Mota. Desta equipa oito elementos eram do antigo Tondela Futebol Clube, e dois do Operário Atlético Clube (José Alves Cardoso e Luís Mota) e um estreante, Américo de Oliveira, um desportista que durante alguns anos viveu em Tondela. No seguimento desse jogo, os beirões disputaram o seu primeiro campeonato oficial na época de 1933/34 exibindo os seus atletas nos jogos o equipamento tradicional com a camisola listada na vertical a amarelo e verde, calção preto, com meias listadas a amarelo e verde na horizontal.

### Um percurso longo até chegar à Primeira Liga em 2015
Não durou muito até que o CD Tondela alcançasse os seus primeiros feitos após a sua fundação em 1933. Sete épocas depois, a equipa sénior sagrar-se-ia bicampeã distrital da 1.ª Divisão em 1941/42 e 1942/43, acrescentando ao seu palmarés logo dois títulos na sua primeira década de existência. Na sua história, o Desportivo desde a década de 40, acumula inúmeras participações nos campeonatos nacionais predominantemente na 3.ª e 2.ª Divisão Nacional até que na época 2011/12, o CDT consegue um inédito acesso ao futebol profissional e, especificamente, à Segunda Liga. Mais tarde, em 2014/15 sagra-se Campeão Nacional da II Liga e sobe pela primeira vez na história do clube beirão à Primeira Divisão na qual se mantém até hoje.

### 'Museu' do CDT com troféus nacionais no futebol de formação e nas modalidades
Não só de futebol sénior vive o “museu” do CDT pois o clube garantiu também, ao longo destes anos, alguns troféus ou feitos importantes nos seus escalões de formação e, nomeadamente, nas suas equipas de futebol de 11. A conquista do título de Campeão Nacional da 2.ª Divisão de Juniores em 2017/18 ou a presença na Fase Final de Apuramento de Campeão Nacional de Juniores da Primeira Divisão em 2018/19 são registos de maior relevância gravados na sua história. Nas modalidades, o Clube Desportivo de Tondela conquistou também alguns troféus relevantes a nível regional e nacional.

### A importância de João Cardoso na vida do CDT

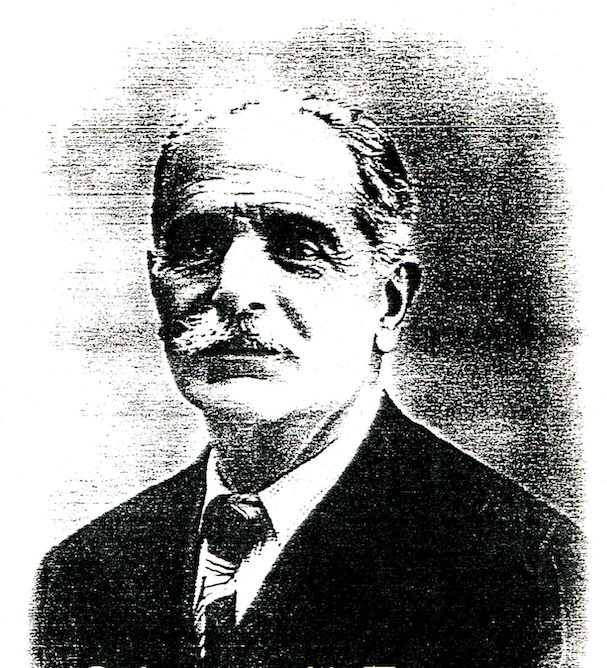
João Cardoso, o homem que dá nome ao estádio do Clube Desportivo de Tondela

O homem que dá nome ao estádio, João Cardoso, cedeu por altura da fundação do Clube Desportivo de Tondela, o terreno para a construção do Campo do Pereiro (atual Estádio João Cardoso), ajudando muito a instituição com esta ação. 
A influência de João Cardoso e da sua família foi determinante para existência do futebol em Tondela. Mais tarde, a 8 de dezembro de 1990, o antigo 'Campo do Pereiro', passa a ser designado até hoje por Estádio João Cardoso em sua homenagem e da sua família.

### Curiosidades históricas do CD Tondela na Primeira Liga
O primeiro jogo oficial do Clube Desportivo de Tondela na Primeira Liga foi realizado frente ao Sporting CP a 15 de agosto de 2015 no Estádio Municipal de Aveiro (casa emprestada do CD Tondela), referente à época 2015/16. O resultado do jogo foi favorável à equipa visitante (1-2). Nesse jogo, Luís Alberto fez história ao marcar o 1º golo do CD Tondela, na Primeira Liga.
O clube conseguiu a sua primeira vitória na Primeira Liga, à passagem da 3ª jornada da época 2015/16 ao vencer no Estádio João Cardoso o Nacional da Madeira, por 1-0 com um golo de Kaká.
A melhor classificação de sempre do Clube Desportivo de Tondela na Primeira Liga remonta à época 2017/18 com um 11º lugar na classificação. O treinador nessa época foi Pedro Filipe 'Pepa'.
Nas épocas 2015/16, 2016/17 e 2018/19, o CD Tondela apenas conseguiu a manutenção na Primeira Liga com vitórias na última jornada do campeonato.
Maior vitória em casa: CD Tondela 5-2 GD Chaves (19 maio 2019 - 2018/19).
Maior vitória fora: FC Paços de Ferreira 1-4 CD Tondela (06 de maio 2016 - 2015/16).
O Tondela acumulou até 2021/22, altura em que desce à 2ª Liga, 238 jogos oficiais em sete épocas consecutivas na Primeira Liga.
Na temporada 2014/2015 e 2024/25 o clube sagrou-se campeão da Liga 2.

## Emblema
Evolução do Emblema CDT:
| Evolução do Emblema CDT | Evolução do Emblema CDT | Evolução do Emblema CDT | Evolução do Emblema CDT |
| ----------------------- | ----------------------- | ----------------------- | ----------------------- |
|                         |                         |                         |                         |
| 1933                    | Década 1980             | 2000-2005               | desde 2005              |

## Mascote Oficial
O Clube Desportivo de Tondela adoptou o crocodilo 'O Beirão' como a sua mascote oficial. A mascote dos tondelenses foi idealizada com base nos seguintes aspetos:
- Nome: 'O Beirão'

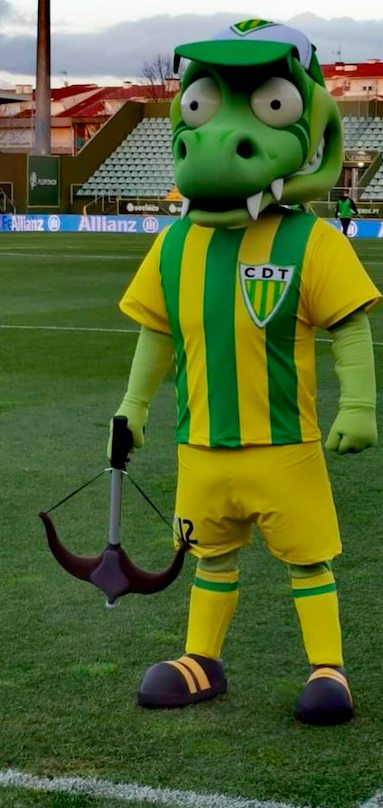
Crocodilo 'O Beirão' - Mascote oficial do CD Tondela.

A escolha do nome prende-se por o CDT ser um clube oriundo da Beira Alta e de 'terras de Besteiros'. Os seus adeptos são naturalmente apelidados de Beirões.
- Mascote 'Animal': Crocodilo

Desde o inicio da claque oficial que um crocodilo robusto com as cores auriverdes é o símbolo da 'Febre Amarela', inspirado numa imagem de força dos seus adeptos. A escolha deste Crocodilo poderá associar-se também à ligação com o Rio Dinha que banha a cidade de Tondela e várias freguesias do seu concelho.
- Equipamento: Tradicional (verde e amarelo).

O crocodilo veste o equipamento com as cores do clube, saltando à vista um grande emblema do Clube Desportivo de Tondela ao peito.
- Número da Camisola: 12

Sinónimo de apoio dos tondelenses como '12º jogador' no incentivo à equipa.
- Acessórios: Besta e Boné CDT

A mascote tem sempre na sua posse uma Besta que é uma arma com um arco de flechas adaptado a uma das extremidades de uma haste e acionado por um gatilho, o qual projeta virotes - dardos similares a flechas, porém mais curtos. A cidade de Tondela e o seu concelho insere-se também numa zona denominada 'Terras de Besteiros', arma antiga usada para defesa do território. Um Boné verde e branco com o emblema do clube é também utilizado pela mascote.
- Doença viral: Mascote com Febre Amarela

A mascote auriverde apresenta uma 'doença viral' da ' Febre Amarela', sinal do fervor que os seus adeptos têm ao clube beirão.
- Escolha dos adeptos:  Votação online (site e redes sociais)

A mascote oficial foi escolhida pelos seus sócios e adeptos numa votação online realizada no site e redes sociais do CDT no ano de 2020, entre duas propostas de mascotes apresentadas pelo clube.
- Apresentação aos sócios e adeptos: Ano 2020

A apresentação d'O Beirão como nova mascote do Clube Desportivo de Tondela, foi realizada no dia 19 de dezembro de 2020 no Estádio João Cardoso, em dia de jogo para o campeonato da Primeira Liga com o Moreirense FC.

## Sócios e adeptos

### Sócios CDT
Os 'auriverdes' têm a força dos seus adeptos maioritariamente concentrada na sua região e contam atualmente com cerca de 3 000 sócios.

### Claques organizadas

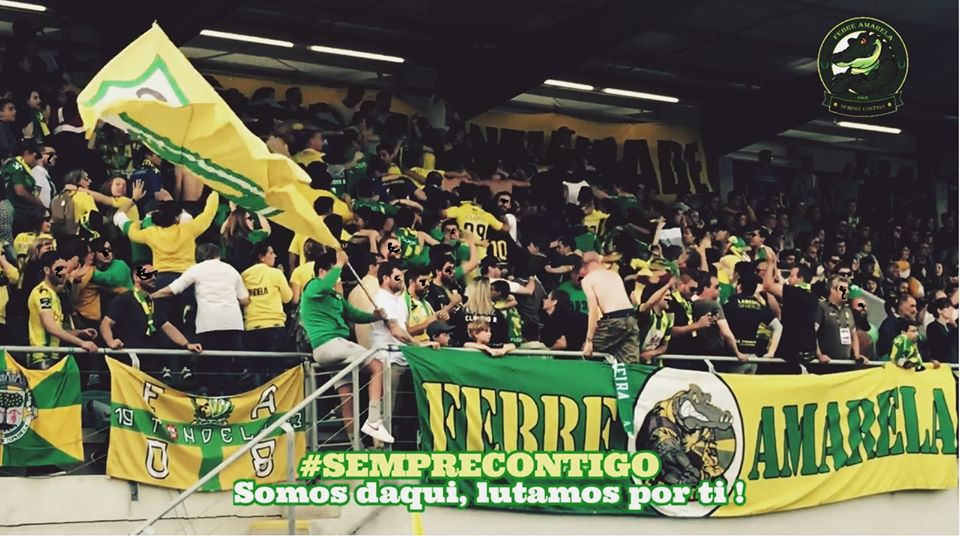
Claque Organizada CDT - Febre Amarela.

- Claque Organizada CDT - Febre Amarela.Febre Amarela - Fundada em 2008 por jovens adeptos fervorosos do Clube Desportivo de Tondela, a 'Febre Amarela' é a sua claque oficial. Em todos os jogos dos 'beirões', seja no Estádio João Cardoso ou em estádios dos adversários do CDT, a Febre Amarela está sempre presente no apoio à equipa de forma organizada. A mascote adoptada pela claque desde a sua fundação foi um animal 'crocodilo' que mais tarde seria adotado pelo Clube Desportivo de Tondela como a sua mascote oficial. Em 2023, a Febre Amarela comemorou 15 anos de existência.

### Claques antigas
- Pica-Paus Amarelos - Fundada em 1986
- Ultras MDXV 1515 - Fundada em 2011

## Infraestruturas desportivas

### Estádio João Cardoso

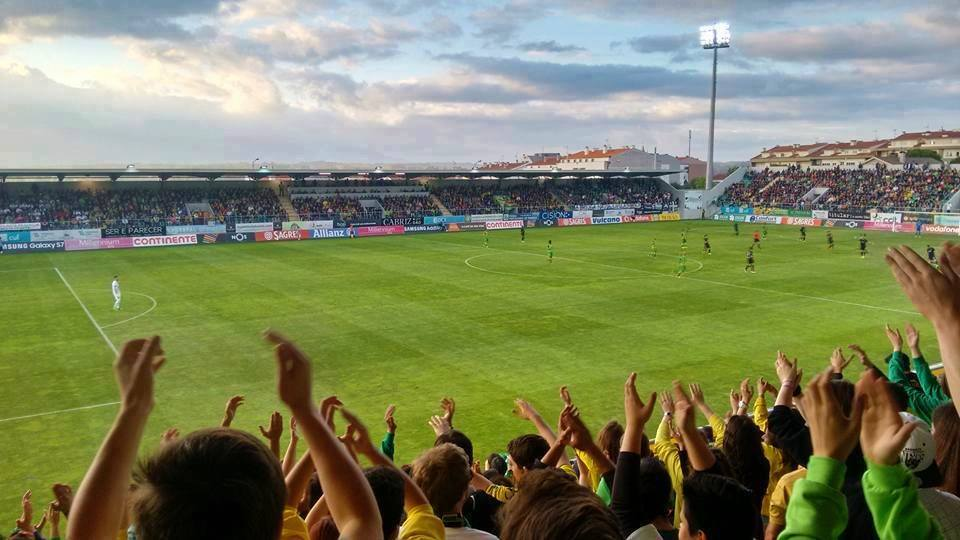
Estádio João Cardoso - CD Tondela.

A equipa disputa os seus jogos caseiros no Estádio João Cardoso e possui atualmente capacidade para 5 000 espectadores (lugares sentados).
O Complexo Desportivo do Clube Desportivo de Tondela, engloba dois campos relvados para a prática do futebol, o do estádio principal e outro no campo nº2 (treinos). Para além disso, o Complexo do Estádio João Cardoso apresenta ainda um Pavilhão Desportivo.
A maior assistência de público no estádio foi registada a 11 de março de 2017 no jogo da Primeira Liga entre o CD Tondela e Sporting CP (1–4) com 4 987 espetadores.

### Campo Nº2
O 'Campo nº2' localizado no complexo desportivo do Estádio João Cardoso foi uma obra concretizada perto do final da década de 90. Este recinto desportivo que inicialmente tinha um piso em terra batida foi idealizado para os treinos e jogos das equipas de formação do Clube Desportivo de Tondela, servindo também de apoio à equipa principal. Já no inicio do novo milénio, o 'Campo Nº2' foi continuamente alvo de restruturações, primeiramente com a construção de uma pequena bancada atrás de uma das balizas e substituição do piso por um relvado sintético. Em 2013, este campo sofreu de novo obras de melhoramento. Foi mais uma vez substituído o tipo de piso por relva natural. Este campo é utilizado somente para os treinos da equipa profissional dos 'beirões'.

### Pavilhão Desportivo
No Complexo do Estádio João Cardoso, o Clube Desportivo de Tondela dispõe ainda de um Pavilhão Desportivo inaugurado no inicio dos anos 90 que é utilizado para treinos das várias modalidades desportivas, realização das Assembleias Gerais ou eventos.

### Academia CDT
O Clube Desportivo de Tondela tem dado, ao longo dos últimos anos, passos seguros e sempre em frente no que toca aos escalões de formação e no que toca a resultados desportivos, escolares e na ligação ao futebol profissional. O foco/missão de formar atletas com competências para a equipa sénior, sempre a par com as aptidões académicas e sociais das crianças e jovens, vai em breve "ganhar" um novo reforço - a Academia CDT. Um espaço construído de raiz na periferia da cidade de Tondela, a 5 km do Estádio João Cardoso, inteiramente pensado para as equipas de formação, onde terão instalações próprias para treinar, jogar e alguns poderem residir.

## Equipamentos
Principal

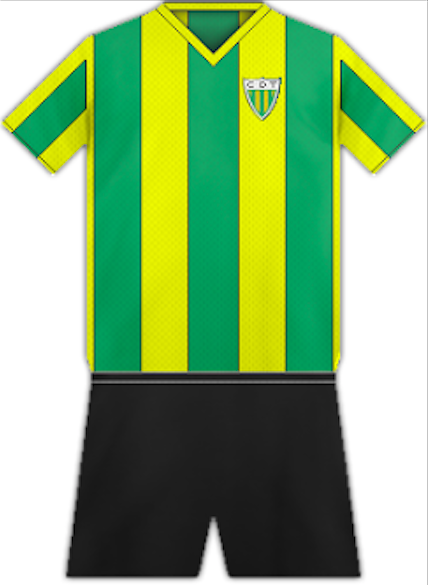
Equipamento principal e tradicional do CD Tondela.

O ADN do equipamento tradicional e principal do Clube Desportivo de Tondela baseia-se em:
- Camisola: listada na vertical de cores amarela e verde;

- Calção: cor preta;

- Meias: listadas na horizontal de cor amarela e verde.

Alternativo
O equipamento alternativo ao longo da história do clube tem sofrido diversificadas opções na predominância de cor, embora o equipamento branco seja o mais frequente.

### Material desportivo e patrocinadores
| Período            | Material Desportivo | Patrocinador                        |
| 2025/26 - Presente | PUMA                | Estrella Galicia                    |
| ------------------ | ------------------- | ----------------------------------- |
| 2024/25            | CDT                 | Cabriz                              |
| 2023/24            | CDT                 | Cabriz                              |
| 2022/23            | CDT                 | Cabriz                              |
| 2021/22            | CDT                 | Cabriz                              |
| 2020/21            | CDT                 | Cabriz                              |
| 2019/20            | CDT                 | Cabriz                              |
| 2018/19            | CDT                 | BASI Laboratórios                   |
| 2017/18            | CDT                 | BASI Laboratórios                   |
| 2016/17            | CDT                 | BASI Laboratórios                   |
| 2015/16            | CDT                 | BASI Laboratórios                   |
| 2014/15            | CDT                 | Gialmar - Produtos Alimentares S.A. |
| 2013/14            | Macron              | Gialmar - Produtos Alimentares S.A. |
| 2012/13            | Macron              | Centro Litoral O.P.                 |
| 2011/12            | Macron              | Centro Litoral O.P.                 |
| 2010/11            | Macron              | Centro Litoral O.P.                 |
| 2009/10            | Remate              | URFIC                               |
| 2008/09            | Remate              | URFIC                               |
| 2007/08            | Remate              | ERA Imobiliária                     |
| 2006/07            | Remate              | ERA Imobiliária                     |
| 2005/06            | Remate              | ROSICAR                             |
| 2004/05            | Remate              | Embeiral                            |
| 2003/04            | Remate              | Xico Coimbra - Comércio de Peixe    |
| 2002/03            | Remate              | ROSICAR                             |
| 2001/02            | Remate              | ROSICAR                             |
| 2000/01            | Remate              | ROSICAR                             |
| 1999/00            | Remate              | ROSICAR                             |
| 1998/99            | Umbro               | Labesfal                            |
| 1997/98            | Umbro               | Labesfal                            |
| 1996/97            | Umbro               | Labesfal                            |
| 1995/96            | Remate              | Labesfal                            |
| 1994/95            | Remate              | Sem patrocinador                    |
| 1993/94            |                     | Águas do CARAMULO                   |
| 1992/93            |                     | Águas do CARAMULO                   |
| 1982 a 1992        |                     | Beirafrio                           |
| 1933 a 1982        |                     | Sem patrocinador                    |

A época 1982/83 marca o inicio da adesão do Clube Desportivo de Tondela ao patrocínio estampado na parte da frente das camisolas oficiais. A empresa 'BEIRAFRIO' foi a primeira patrocinadora oficial presente numa camisola. Nome das empresas patrocinadoras das camisolas CDT: Beirafrio, Água do Caramulo, Labesfal, Rosicar, Xico Coimbra - Comércio de Peixe, Embeiral, ERA Imobiliária, Urfic, Centro Litoral O.P. , Gialmar - Produtos Alimentares, Basi Laboratórios e Cabriz.

## Futebol

### Títulos - Futebol Sénior
| NACIONAIS | NACIONAIS                        | NACIONAIS | NACIONAIS                                    |
|           | Competição                       | Títulos   | Temporadas                                   |
|           | Segunda Liga                     | 2         | 2014–15, 2024–25                             |
|           | III Divisão                      | 1         | 2008–09                                      |
| REGIONAIS | REGIONAIS                        | REGIONAIS | REGIONAIS                                    |
|           | Competição                       | Títulos   | Temporadas                                   |
|           | AF Viseu Liga de Honra           | 5         | 1940–41, 1941–42, 1949–50, 1985–86 e 2004–05 |
|           | AF Viseu Primeira Divisão        | 3         | 1951–52, 1963–64 e 1972–73                   |
|           | Taça Sócios de Mérito (AF Viseu) | 2         | 2003–04 e 2004–05                            |
| --------- | -------------------------------- | --------- | -------------------------------------------- |

#### Campanhas de destaque com subida de divisão
- Campeonato Nacional da 2ª Liga (2024/2025) - Promoção à 1ª Liga Portuguesa de Futebol;
- Campeonato Nacional da 2ª Liga (2014/2015) - Promoção à 1ª Liga Portuguesa de Futebol;
- Campeonato Nacional da 2ª Divisão – Zona Centro (2011/2012) - Promoção à 2ª Liga Portuguesa de Futebol;
- Campeonato Nacional da 3ª Divisão (2008/2009) - Promoção à 2ª Divisão Portuguesa de Futebol;
- Campeonato Nacional da 2ª Liga (Província da Beira Alta) (1941/1942);
- Campeonato Distrital de Promoção (2ª Divisão) (1934/1935);
- Campeonato Distrital de Reservas (1939/1940, 1940/1941);

#### Menções importantes
- Presenças consecutivas na 1ª Liga (2015/16 - 2021/22);
- Presenças consecutivas na 2ª Liga (2012/13 - 2014/15 | 2022/23 - 2024/25);
- Presenças consecutivas no Campeonato Nacional da 2ª Divisão (2009/2010 - 2011/2012);
- Presenças consecutivas no Campeonato Nacional da 2ª Divisão B (1994/95 - 1996/97);
- Presenças no Extinto Campeonato Nacional da 2ª Liga (Província da Beira Alta) (1936/1937, 1939/1940, 1941/1942, 1944/1945 e 1945/1946);
- Presenças consecutivas no Campeonato Nacional da 3ª Divisão (1976/77 - 1984/85 | 1987/1988 e 1988/1989 | 1992/1993 e 1993/1994 | 1997/1998 e 1998/1999 | 2005/06 - 2008/09);
- Presença no Extinto Campeonato Nacional da 3ª Divisão (1949/1950);
- Vencedor do Play-off de acesso ao Campeonato Distrital de Honra (1ª subida) (1934/1935);
- Vice-Campeão do Campeonato Nacional da 2ª Divisão – Play-Off (Subida à 2ª Liga) (2011/2012);
- Vice-Campeão no Campeonato Nacional da 3ª Divisão – Série C (Subida ao Nacional da 2ª Divisão) (1993/1994);
- Vice-Campeão do Campeonato Nacional da 2ª Liga (Província da Beira Alta) (1939/1940);
- Vice-Campeão do Campeonato Distrital de Honra (acesso ao Campeonato Nacional da 2ª Liga) (1936/1937, 1939/1940);
- Vice-Campeão do Campeonato Distrital de Reservas (1941/1942, 1945/1946).

### Classificações por época
| Épocas do CD Tondela |       |                        |               |                  |                           |
| Época                | Nível | Divisão                | Classificação | Taça de Portugal | Taça da Liga              |
| 1976/1977            | 4     | 3ª Divisão Nacional    | 10º           | 2E               | -                         |
| 1977/1978            | 4     | 3ª Divisão Nacional    | 4º            | 2E               | -                         |
| 1978/1979            | 4     | 3ª Divisão Nacional    | 7º            | 2E               | -                         |
| 1979/1980            | 4     | 3ª Divisão Nacional    | 11º           | 4E               | -                         |
| 1980/1981            | 4     | 3ª Divisão Nacional    | 7º            | 2E               | -                         |
| 1981/1982            | 4     | 3ª Divisão Nacional    | 11º           | 1E               | -                         |
| 1982/1983            | 4     | 3ª Divisão Nacional    | 12º           | 1E               | -                         |
| 1983/1984            | 4     | 3ª Divisão Nacional    | 12º           | 1E               | -                         |
| 1984/1985            | 4     | 3ª Divisão Nacional    | 14º           | 1E               | -                         |
| 1985/1986            | 5     | 1ª Divisão da AF Viseu | 1º            | -                | -                         |
| 1986/1987            | 4     | 3ª Divisão Nacional    | 10º           | 1E               | -                         |
| 1987/1988            | 4     | 3ª Divisão Nacional    | 15º           | 1E               | -                         |
| 1988/1989            | 4     | 1ª Divisão da AF Viseu | 9º            | -                | -                         |
| 1989/1990            | 5     | 1ª Divisão da AF Viseu | 14º           | -                | -                         |
| 1990/1991            | 6     | 2ª Divisão da AF Viseu | 1º            | -                | -                         |
| 1991/1992            | 5     | 1ª Divisão da AF Viseu | 2º            | -                | -                         |
| 1992/1993            | 4     | 3ª Divisão Nacional    | 6º            | 1E               | -                         |
| 1993/1994            | 4     | 3ª Divisão Nacional    | 2º            | 3E               | -                         |
| 1994/1995            | 3     | 2ª Divisão Nacional    | 13º           | 2E               | -                         |
| 1995/1996            | 3     | 2ª Divisão Nacional    | 10º           | 2E               | -                         |
| 1996/1997            | 3     | 2ª Divisão Nacional    | 17º           | 2E               | -                         |
| 1997/1998            | 4     | 3ª Divisão Nacional    | 15º           | 1E               | -                         |
| 1998/1999            | 4     | 3ª Divisão Nacional    | 17º           | 1E               | -                         |
| 1999/2000            | 5     | 1ª Divisão da AF Viseu | 7º            | -                | -                         |
| 2000/2001            | 5     | 1ª Divisão da AF Viseu | 3º            | -                | -                         |
| 2001/2002            | 5     | 1ª Divisão da AF Viseu | 3º            | -                | -                         |
| 2002/2003            | 5     | 1ª Divisão da AF Viseu | 5º            | -                | -                         |
| 2003/2004            | 5     | 1ª Divisão da AF Viseu | 6º            | -                | -                         |
| 2004/2005            | 5     | 1ª Divisão da AF Viseu | 1º            | 1E               | -                         |
| 2005/2006            | 4     | 3ª Divisão Nacional    | 7º            | 3E               | -                         |
| 2006/2007            | 4     | 3ª Divisão Nacional    | 7º            | 3E               | -                         |
| 2007/2008            | 4     | 3ª Divisão Nacional    | 9º            | 1E               | -                         |
| 2008/2009            | 4     | 3ª Divisão Nacional    | 1º            | 1E               | -                         |
| 2009/2010            | 3     | 2ª Divisão Nacional    | 4º            | 3E               | -                         |
| 2010/2011            | 3     | 2ª Divisão Nacional    | 3º            | 2E               | -                         |
| 2011/2012            | 3     | 2ª Divisão Nacional    | 1º            | 4E               | -                         |
| 2012/2013            | 2     | Segunda Liga           | 10º           | 3E               | 1ª fase                   |
| 2013/2014            | 2*    | Segunda Liga           | 9º            | 2E               | 1ª fase                   |
| 2014/2015            | 2     | Segunda Liga           | 1º            | 3E               | 2ª fase                   |
| 2015/2016            | 1     | 1ª Liga                | 16º           | 3E               | 2ª fase                   |
| 2016/2017            | 1     | 1ª Liga                | 16º           | 1/8 final        | 2ª fase                   |
| 2017/2018            | 1     | 1ª Liga                | 11°           | 3E               | 2ª fase                   |
| 2018/2019            | 1     | 1ª Liga                | 15°           | 1/8 final        | Fase de grupos (2° lugar) |
| 2019/2020            | 1     | 1ª Liga                | 14°           | 1/8 final        | 2ª fase                   |
| 2020/2021            | 1     | 1ª Liga                | 12°           | 1/16 final       | -                         |
| 2021/2022            | 1     | 1ª Liga                | 17º           | FINAL            | 1ª fase                   |
| 2022/2023            | 2     | Segunda Liga           | 11º           | 4E               | Fase de grupos (4ºlugar)  |
| 2023/2024            | 2     | Segunda Liga           | 6º            | 1/8 final        | Fase de grupos (3º lugar) |
| 2024/2025            | 2     | Segunda Liga           | 1º            | 2E               | -                         |

Legenda das cores na pirâmide do futebol português
     1º nível (1ª Divisão / 1ª Liga) 
     2º nível (até 1989/90 como 2ª Divisão Nacional, dividido por zonas, em 1990/91 foi criada a 2ª Liga) 
     3º nível (até 1989/90 como 3ª Divisão Nacional, entre 1989/90 e 2020/21 como 2ª Divisão B/Nacional de Seniores/Campeonato de Portugal, após 2021/22 como Terceira Liga)
     4º nível (entre 1989/90 e 2012/2013 como 3ª Divisão, entre 1947/48 e 1989/90 e entre 2013/14 e 2020/21 como 1ª Divisão Distrital, após 2021/22 como Campeonato de Portugal)
     5º nível (após 2021/22 como 1ª Divisão Distrital)
     6º nível
     7º nível
Notas:  * Em 2013/2014 acabou 3ª Divisão e a primeira competição distrital passou a nível 4

### Títulos - Escalões de Formação
O Clube Desportivo de Tondela contabiliza no seu palmarés 1 título nacional (campeonato) e 14 distritais (9 campeonatos e 5 Taças). 

#### Sub-19 - Juniores

##### Títulos
| NACIONAIS | NACIONAIS                                     | NACIONAIS | NACIONAIS                  |
|           | Competição                                    | Títulos   | Temporadas                 |
|           | Campeonato Nacional da 2ª Divisão de Juniores | 1         | 2017–18                    |
| REGIONAIS | REGIONAIS                                     | REGIONAIS | REGIONAIS                  |
|           | Competição                                    | Títulos   | Temporadas                 |
|           | Campeonato Distrital de Juniores AF Viseu     | 3         | 1974–75, 1982–83 e 2012–13 |
|           | Taça de Encerramento da AF Viseu Sub-19       | 1         | 2017–18                    |
| --------- | --------------------------------------------- | --------- | -------------------------- |

##### Campanhas de destaque
- Presença na Fase Final de Ap. Campeão da 1ª Divisão Nacional de Juniores (2018/2019 e 2024/2025)
- Presenças na Fase Final de Juniores de Ap. Campeão da 2ª Divisão Nacional e Subida à 1`Divisão (2014/2015, 2017/2018 e 2023/2024)
- Presenças na Fase Final de Juniores de Ap. Campeão da AF Viseu (1974/1975, 1982/1983, 1993/1994, 2002/2003, 2005/2006 e 2012/2013).

#### Sub-17 - Juvenis

##### Títulos
| REGIONAIS | REGIONAIS                                | REGIONAIS | REGIONAIS         |
|           | Competição                               | Títulos   | Temporadas        |
|           | Campeonato Distrital de Juvenis AF Viseu | 2         | 1993–94 e 2013–14 |
| --------- | ---------------------------------------- | --------- | ----------------- |

##### Campanhas de destaque
- Presenças na Fase Final de Juvenis de Ap. Campeão da AF Viseu (1993/1994, 1997/1998, 2012/2013 e 2013/2014).

#### Sub-15 - Iniciados

##### Títulos
| REGIONAIS | REGIONAIS                                  | REGIONAIS | REGIONAIS  |
|           | Competição                                 | Títulos   | Temporadas |
|           | Campeonato Distrital de Iniciados AF Viseu | 1         | 2013–14    |
|           | Taça de Promoção AF Viseu                  | 1         | 2021–22    |
| --------- | ------------------------------------------ | --------- | ---------- |

##### Campanhas de destaque
- Presenças na Fase Final de Iniciados de Ap. Campeão da AF Viseu (1991/1992, 1992/1993, 1998/1999, 2012/2013 e 2013/2014).

#### Sub-14 - Iniciados 'B'

##### Títulos
| REGIONAIS | REGIONAIS                               | REGIONAIS | REGIONAIS           |
|           | Competição                              | Títulos   | Temporadas          |
|           | Campeonato Distrital de Sub-14 AF Viseu | 1         | 2024/2025           |
|           | Vencedor da Taça de Ouro AF Viseu       | 2         | 2021–22 e 2024/2025 |
| --------- | --------------------------------------- | --------- | ------------------- |

#### Sub-13 - Infantis

##### Títulos
| REGIONAIS | REGIONAIS                                 | REGIONAIS | REGIONAIS           |
|           | Competição                                | Títulos   | Temporadas          |
|           | Campeonato Distrital de Infantis AF Viseu | 2         | 2022–23 e 2024/2025 |
|           | Vencedor da Taça de Ouro AF Viseu         | 1         | 2021-22             |
| --------- | ----------------------------------------- | --------- | ------------------- |

## Plantel atual
Última atualização: 16 de agosto de 2021.

## Estatísticas

### Jogadores

#### Jogadores com mais jogos, golos e assistências nos campeonatos nacionais
| Jogadores com mais jogos (Campeonatos Nacionais) | Jogadores com mais jogos (Campeonatos Nacionais) | Jogadores com mais jogos (Campeonatos Nacionais) |      | Melhores marcadores (Campeonatos Nacionais) | Melhores marcadores (Campeonatos Nacionais) | Melhores marcadores (Campeonatos Nacionais) |
| Rank                                             | Jogador                                          | Jogos                                            | Rank | Jogador                                     | Golos                                       |                                             |
| ------------------------------------------------ | ------------------------------------------------ | ------------------------------------------------ | ---- | ------------------------------------------- | ------------------------------------------- | ------------------------------------------- |
| 1º                                               | Cláudio Ramos                                    | 267                                              | 1º   | Cristian Piojo                              | 81                                          |                                             |
| 2º                                               | Cristian Piojo                                   | 250                                              | 2º   | Avelar Coimbra                              | 48                                          |                                             |
| 3º                                               | Milhães                                          | 200                                              | 3º   | Beré                                        | 41                                          |                                             |
| 4º                                               | Carlos                                           | 181                                              | 4º   | Cal                                         | 37                                          |                                             |
| 5º                                               | Álvaro Sá                                        | 178                                              | 5º   | Tozé Marreco                                | 36                                          |                                             |
| 6º                                               | Jhon Murillo                                     | 172                                              | 6º   | Zé Rui                                      | 35                                          |                                             |
| 7º                                               | Cal                                              | 172                                              | 7º   | Steven Gonçalves                            | 29                                          |                                             |
| 8º                                               | Bruno Monteiro                                   | 165                                              | 8º   | Márinho                                     | 27                                          |                                             |
| 9º                                               | Viteta                                           | 159                                              | 9º   | Jaime                                       | 26                                          |                                             |
| 10º                                              | Fábio Pacheco                                    | 156                                              | 10º  | Tomané                                      | 23                                          |                                             |

#### Campeões do Mundo no CDT
Dois jogadores 'Campeões do Mundo de Clubes' já representaram o Clube Desportivo de Tondela:
- Ricardo Costa, jogador do CD Tondela entre 2017 a 2019. Campeão do Mundo pelo FC Porto em 2004).
- Tiago Dantas, jogador do CD Tondela  desde 2021. Campeão do Mundo pelo FC Bayern de Munique em 2020).

## Modalidades CDT
| Clube Desportivo de Tondela - Modalidades com Secções Ativas | Clube Desportivo de Tondela - Modalidades com Secções Ativas | Clube Desportivo de Tondela - Modalidades com Secções Ativas | Clube Desportivo de Tondela - Modalidades com Secções Ativas | Clube Desportivo de Tondela - Modalidades com Secções Ativas |
| ------------------------------------------------------------ | ------------------------------------------------------------ | ------------------------------------------------------------ | ------------------------------------------------------------ | ------------------------------------------------------------ |
| Futebol                                                      | Ténis                                                        | Hipismo                                                      | Basquetebol                                                  | Atletismo                                                    |

O Clube Desportivo de Tondela tem ativas nos seus quadros as seguintes modalidades desportivas: Futebol, Ténis, E-sports, Hipismo, Basquetebol e Atletismo. O ano de inicio de atividade destas modalidades no clube remontam aos seguintes anos de fundação:
- Futebol - 1933

- Ténis - 2015

- Hipismo - 2019

- Basquetebol - 2021
- Atletismo - 2023[2]

### Palmarés

#### Ciclismo
- 1º Lugar na Volta em Bicicleta da Lageosa do Dão através do ciclista Adelino Pereira da Mota (2-07-1933);
- 1º Lugar na II Volta em Bicicleta à Granja do Ulmeiro através do ciclista Adelino Pereira da Mota (1933);
- Taça Comendador João Reinaldo de Faria (IV Volta em Bicicleta Lisboa-Coimbra, melhor classificado da zona centro) (22-10-1933).

#### Râguebi
- Campeonato Nacional (Sevens) Feminino Sub-19 (2013/2014)
- Campeonato Nacional (Sevens) Feminino Sub-19 (2014/2015)

#### Atletismo
- Campeões Distritais de Corta-Mato Curto (2024 e 2025)
- Campeões Distritais de Corta-Mato Longo (2024)
- Vencedor por equipas da Corrida São Silvestre de Tondela (2025), 62ª Edição do Grande Prémio Internacional 'Cidade de Viseu' (2024), Meia Maratona do Ameal (2024), 43ª Corrida das Fogueiras - Peniche (2024), Corrida 4 Estações - Soure (2024), 1º Grande Prémio de Atletismo Foz do Arelho (2024), XVII Média Maratón de Ciudad Rodrigo (2024),40ª Corrida dos Sinos - Mafra (2024), Corrida dos 'Viriatos 24' - Viseu (2024), Corrida 4 Estações Coimbra Shopping (2024) e 47ª Meia Maratona da Nazaré (2023/2024)

#### e-Sports
- Vencedor do FPF eFootball W Challenge 2021 'Campeã Nacional Feminina' através da jogadora Raquel Martinho 'Raquelty' (24-07-2021).

##### Campanhas de destaque
e-Sports
- Presença na Final da Taça de Portugal FIFA 21 - 2vs2 (2020/2021)